# Karl Wenk (Sportschütze)
Karl Wenk (* 20. Dezember 1934 in Lörrach) ist ein ehemaliger deutscher Sportschütze. Der mehrfache Europa- und Weltmeister holte zahlreiche nationale Titel und zählt zu den erfolgreichsten Sportschützen der Bundesrepublik Deutschland.

## Leben
Karl Wenk half nach dem Krieg aktiv mit, den Schützenverein in seinem Heimatort Brombach aufzubauen. Der Trainer Fritz Zimmermann holte den jungen Sportschützen zur Schützengesellschaft nach Rheinfelden.
Wenk wurde in seiner Karriere 16 mal Deutscher Schützenmeister, vierfacher Europa- und zweifacher Weltmeister. Bei der Weltmeisterschaft in Kairo holte er am 12. Oktober 1962 zusammen mit Bernd Klingner, Peter Kohnke und Klaus Zähringer die Mannschaftswertung und siegte beim 60-Schuss-Liegendkampf mit dem Kleinkalibergewehr bei 594 von 600 möglichen Ringen. Aufgrund seiner Erfolge wurde er 1957 in die Nationalmannschaft berufen und nahm an drei Olympischen Sommerspielen teil. 1960 bei den Spielen in Rom kam er als Ersatzmann allerdings nicht zum Einsatz. Im Länderkampf in Finnland 1961 erzielte er mit 390 Ringen im Kleinkaliber kniend einen deutschen Rekord. Für seine herausragenden sportlichen Leistungen erhielt er 1963 das Silberne Lorbeerblatt. Seine beste Platzierung an olympischen Spielen war ein siebter Platz in einem eng zusammenliegenden Spitzenfeld an der Olympiade 1964 in Tokio. An den Deutschen Meisterschaften am 4. September 1967 stellte er mit 600 von 600 möglichen Punkten im Kleinkaliber-liegend-Kampf sogar einen Weltrekord auf. Wenk gehörte 14 Jahre der deutschen Nationalmannschaft an und zog sich Anfang der 1970er Jahre aus dem Spitzensport zurück.

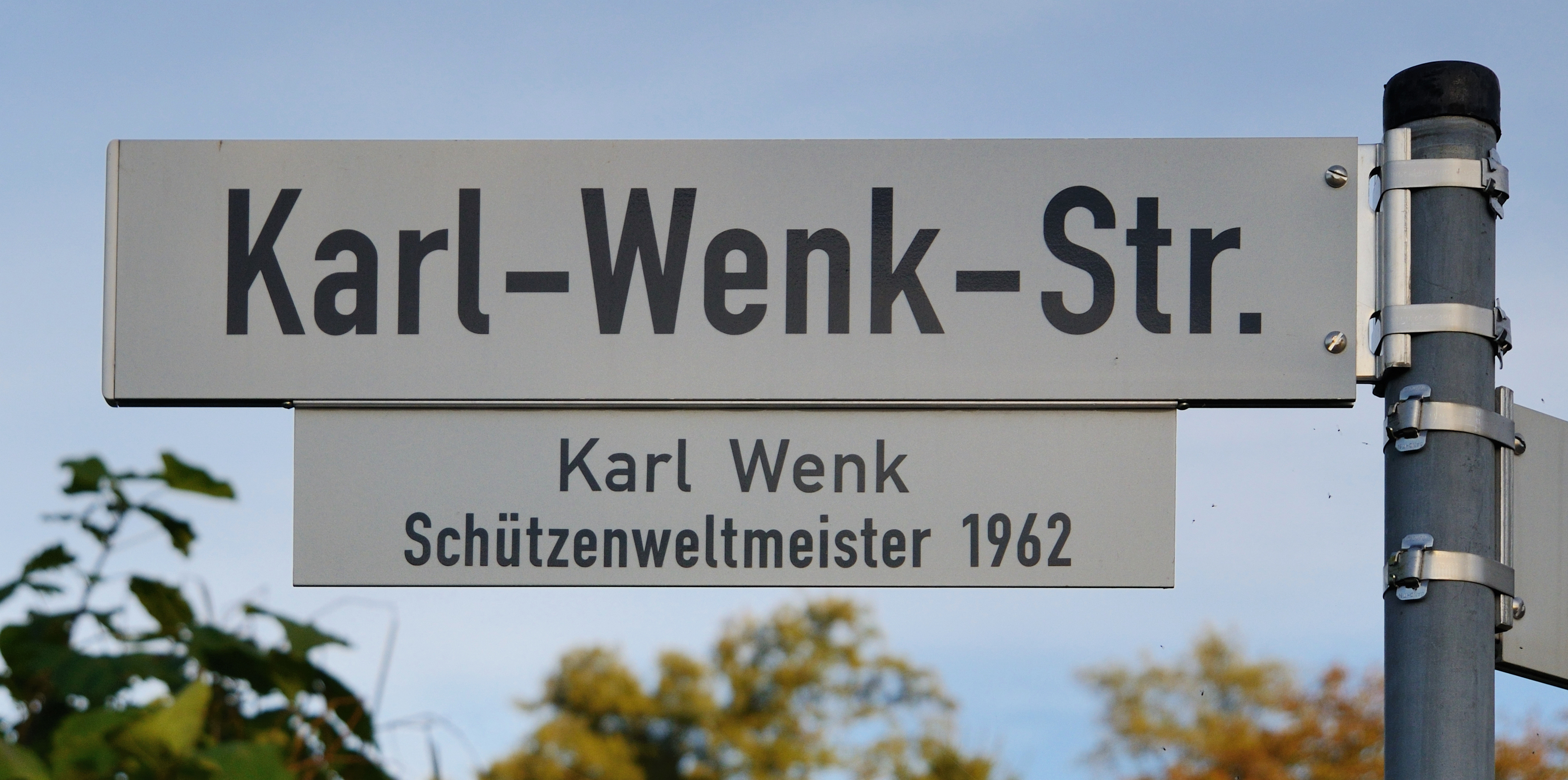
Die nach Karl Wenk benannte Straße in Brombach.

Nach seiner sportlichen Laufbahn arbeitete er in der Walzengravurenfabrik Karl Wenk GmbH seines Vaters in Brombach, wo er auch wohnt. Im dortigen Gewerbegebiet im Norden Brombachs wurde eine Straße nach ihm benannt. Wenk ist verheiratet und hat drei Kinder.

## Erfolge
- Olympische Sommerspiele 1964 in Tokio, 50 m Kleinkaliber, liegend, 7. Platz mit 594 Punkten
- Olympische Sommerspiele 1968 in Mexiko-Stadt, 50 m Kleinkaliber, liegend, 13. Platz mit 594 Punkten